# Eurocrate
Le néologisme eurocrate, utilisé pour désigner les employés de la fonction publique de l'Union européenne, est la contraction des mots bureaucrate et européen. 

## Périmètre
Le terme semble englober aujourd'hui l'ensemble des administrateurs de l'Union européenne, y compris les députés européens et les commissaires européens qui ne sont pas des fonctionnaires européens mais des citoyens des États membres ayant un mandat politique. Les lobbyistes sont parfois inclus dans ce terme,. 

## Caractère péjoratif
Cet amalgame est, au début du XXIe siècle, à l'origine de nombreuses attaques médiatiques de la fonction publique européenne[réf. nécessaire].